# Grand prix des Rendez-vous de l'histoire
 (septembre 2022).
Si vous disposez d'ouvrages ou d'articles de référence ou si vous connaissez des sites web de qualité traitant du thème abordé ici, merci de compléter l'article en donnant les références utiles à sa vérifiabilité et en les liant à la section « Notes et références ».
Le grand prix des Rendez-vous de l’histoire récompense depuis 1998 un ouvrage d’histoire, en langue française, ayant contribué de façon remarquable au progrès de la recherche historique et/ou à sa diffusion, toutes périodes confondues,. Il est remis lors des Rendez-vous de l'histoire de Blois, le principal festival d'histoire du monde francophone.
Ce prix n'existait pas en tant que tel avant 2008 ; il a été créé pour l'édition 2009 du festival « Les Rendez-vous de l'histoire » ; ainsi, pour les années 1998 à 2008, ont été ici mentionnés les lauréats du prix Augustin-Thierry.

## Liste des lauréats
| Année | Titre                                                                               | Auteur                   | Maison d'édition            |
| ----- | ----------------------------------------------------------------------------------- | ------------------------ | --------------------------- |
| 1998  | Servir l’État français : l’Administration en France de 1940 à 1944                  | Marc-Olivier Baruch      | Fayard (1er)                |
| 1999  | Le Latin ou l’Empire d’un signe, XVIe siècle                                        | Françoise Waquet         | Albin Michel                |
| 2000  | L’Afrique des Grands Lacs : deux mille ans d’histoire                               | Jean-Pierre Chrétien     | Aubier                      |
| 2001  | Le Sein du père : Abraham et la paternité dans l’Occident médiéval                  | Jérôme Baschet           | Gallimard (1er)             |
| 2002  | D’Alexandre à Zénobie                                                               | Maurice Sartre           | Fayard (2e)                 |
| 2003  | Le Chemin des amours barbares : genèse médiévale de la sexualité européenne         | Jean-Pierre Poly         | Perrin                      |
| 2004  | Les Quatre Parties du monde : histoire d’une mondialisation                         | Serge Gruzinski          | La Martinière (1er)         |
| 2005  | Jacqueries et révolutions dans la Chine du XXe siècle                               | Lucien Bianco            | La Martinière (2e)          |
| 2006  | Pèlerinages d’Égypte : histoire de la piété copte et musulmane (XVe – XXe siècles)  | Catherine Mayeur-Jaouen  | Éditions de l'EHESS         |
| 2007  | L’Armée de l’empereur : violences et crimes du Japon en guerre 1937-1945            | Jean-Louis Margolin      | Armand Colin                |
| 2008  | L’Apocalypse dans l’islam                                                           | Jean-Pierre Filiu        | Fayard (3e)                 |
| 2009  | L’Économie morale : pauvreté, crédit et confiance dans l’Europe préindustrielle     | Laurence Fontaine        | Gallimard (2e)              |
| 2010  | Une société à soigner : hygiène et salubrité publiques en France au XIXe siècle     | Gérard Jorland           | Gallimard (3e)              |
| 2011  | Le Temps des banquets : politique et symbolique d’une génération (1818-1848)        | Vincent Robert           | Publications de la Sorbonne |
| 2012  | L’Histoire à parts égales                                                           | Romain Bertrand          | Seuil (1er)                 |
| 2013  | Le Rhinocéros d’or : histoire du Moyen Âge africain                                 | François-Xavier Fauvelle | Alma éditions               |
| 2014  | Des ombres à l’aube : un massacre d’Apaches et la violence de l’histoire            | Karl Jacoby              | Anarcharsis éditions        |
| 2015  | La Démocratie contre les experts : les Esclaves publics en Grèce ancienne           | Paulin Ismard            | Seuil (2e)                  |
| 2016  | Histoire des coureurs des bois : Amérique du Nord, 1600-1840                        | Gilles Havard            | Les Indes savantes          |
| 2016  | Dialectique du monstre : enquête sur Opicino de Canistris                           | Sylvain Piron            | Zones sensibles             |
| 2017  | Les Rythmes au Moyen Âge                                                            | Jean-Claude Schmitt      | Gallimard (4e)              |
| 2018  | Les Enfants de Staline : la Guerre des partisans soviétiques (1941-1944)            | Masha Cerovic            | Seuil (3e)                  |
| 2019  | Le Japon grec : Culture et possession                                               | Michael Lucken           | Gallimard (5e)              |
| 2020  | Le léopard de Kubilai Khan : une histoire mondiale de la Chine, XIIIe – XXIe siècle | Timothy Brook            | Payot                       |
| 2021  | Américanisation. Une histoire mondiale (XVIIIe – XXIe siècle)                       | Ludovic Tournès          | Fayard (4e)                 |
| 2022  | Algérie 1962. Une histoire populaire                                                | Malika Rahal             | Éditions La Découverte      |
| 2023  | La Horde : comment les Mongols ont changé le monde                                  | Marie Favereau           | Perrin                      |
| 2024  | Voisins de passage : une microhistoire des migrations                               | Fabrice Langrognet       | La Découverte (2e)          |